# Guillem III d'Angulema
Guillem III Tallaferro (mort el març de 1028), esmentat també com a Guillem II (per ser el segon que portava el nom de Tallaferro) o Guillem IV (com el quart Guillem en la seva família), fou comte d'Angulema des de vers 988. La seva família controlava no solament l'Angoumois, sinó també l'Agenais i part de Saintonge. Al temps de la seva mort "era el magnat principal de [l'oest] d'Aquitània, però el seu predomini... es va demostrar provisional i il·lusori", evaporant-se a la seva mort en successions disputades, rebel·lions i per les depredacions dels seus antics aliats. Les fonts principals per a la carrera de Guillem són Adémar de Chabannes i l'anònim Historia Pontificum et Comitum Engolismensium.
Va lluitar amb èxit amb Aimeric de Rancon, senyor de Taillebourg, i contra el vescomte de Marcillac.
Entre 994 i 1000 Guillem es va casar amb Hildegarda-Geberga, vídua de Conan I de Bretanya i germana de Folc III d'Anjou, que tenia alguns castells a Santonya i Poitou en feu de Guillem (pro bene fico). Guillem intentava potser contrarestar la força creixent dels comtes de la Marca al nord d'Aquitània doncs la família de la marca havia assolit des de vers el 975 el poder al comtat de Périgord, prèviament dominat per la casa d'Angulema. La seva dona li va aportar el castell de Blaye.
S'atribueix a Guillem la construcció del castell d'Angulema, dit Castell dels Taillefer. (més tard serà anomenat castell de la Reina i va acabar com a convent de les Religioses del Tercer Orde de Sant Francesc, dites Tiercelettes).
Folc era també un aliat de Guillem V d'Aquitània, sobirà nominal d'Angulema, i Guillem Tallaferro es va introduir a la seva aliança per mitjà del matrimoni, i en fou conseller ordinari rebent a canvi grans mostres d'amistat i rebent diverses terres com Melle, Aunay, Rochechouart, Chabanais, Confolens i Ruffec.
És també probable que Folc veiés Guillem com a aliat potencial contra el duc, i el seu comtat d'Angulema com un possible baluard contra agressions a la recent adquisició de Folc, Saintes i la seva ciutadella, el Capitolium. Guillem, que exercia el control secular de l'església de la manera típica en aquesta època, va donar l'abadia de Saint-Cybard i més tard el bisbat d'Angulema a Grimoard, un germà d'Isló, qui era aliat de Folc per matrimoni i servia com a bisbe a la ciutat de Saintes, possessió de Folc.
El comte Guillem va ajudar al duc contra Boso II de La Marca i a canvi el duc va donar suport a l'extensió de l'autoritat del comte al Bordelais (Bordeus). Guillem va estar regularment present a la cort del duc des d'aproximadament l'any 1000 fins a l'octubre del 1010, quan una reunió important entre el duc, el rei Robert II de França, el rei Sanç Garcés III de Pamplona i el duc Sanç VI de Gascunya va tenir lloc a l'església de Saint-Jean-d'Angély. La seva absència en aquesta reunió probablement indica l'enemistat de creixement entre el duc Guillem V i Folc d'Anjou.
Va fer dos pelegrinatges, un a Roma el 1002, i després un altre a Terra Santa. Al marxar a Roma, Aimery, senyor de Rencôgne, li va jurar fidelitat sobre les relíquies de Sant Cybard, però no va complir la seva paraula i va fer construir a l'estret de Santonya una fortalesa que el manuscrit de Verteuil anomena "Fractabotum", Frambost, que Besly diu que era Bouteville. El seu segon fill Jofré Tallaferro es va enfrontar llavors contra aquest senyor i el va matar. Guillem, a la seva tornada de Roma, va ajudar al seu fill gran Alduí a ocupar la fortalesa, que resistia i fou assetjada; va ser presa i demolida sent donada llavors a Jofré.
Encara que els seus feus (honores) havien dominat inicialment la frontera entre Santonya i Poitou (on havia subinfeudat alguns dominis a Folc), el 1024 Guillem estava exercint autoritat sobre tota Santonya. A Poitou Guillem controlava el vescomtat de Melle i seu ben fortificat castrum (ciutadella). En una ocasió Guillem va concedir per sobre de dret una església que posseïa ia "al seu fidel Iterius", el que il·lustra com no havia avançat al sud de França la pràctica feudal d'atorgar terres en benefici. El 1020 Guillem d'Angulema promovia la seva influència al Ducat de Gascunya casant al seu fill amb una filla de Sanç VI.
El 6 de març de 1025 una assemblea o sinode de prelats i barons aquitans es va reunir per parlar de la reclamació del fill del duc Guillem, Guillem VI d'Aquitània el Gros, de la corona d'Itàlia. Guillem Tallaferto i el seu fill gran hi eren presents. L'1 d'octubre de 1026 Guillem va marxar a un pelegrinatge al Sant Sepulcre.
Durant el seu viatge de peregrinació a Terra Santa va deixar l'administració del comtat al seu fill gran Alduí II d'Angulema. Aquest estava casat amb Alàusia, filla de Sanç, duc de Gascunya. A la tornada de Guillem Alàusia volia conservar el poder i va intentar enverinar al seu sogre, però l'intent va fracassar. Un dona del seguici d'Alàusia fou acusada d'haver causat la malaltia de Guillem per actes de bruxeria i Alàusia, seguint les regles de l'època, va haver de designar un campió per provar la seva innocència contra el designat pel comte Guillem; la lluita es va desenvolupar sota les muralles d'Angulema a la gran illa de la Charenta en presència de tot el poble. El judici de Dèu fou favorable al comte; la dona del seguici de'Alàusia va ser llavors subjecte a tortura i sota aquesta va confessar el crim. Com a càstig Guillem va decretar que a la mort del seu fill Alduí II el comtat passaria a l'altre fill Jofré Tallaferro amb exclusió dels fills d'Alàusia i Alduí.
Guillem va morir el març de 1028 i fou enterrat en el monestir de Saint-Cybard. Guillem fou succeït a Angulema pel seu fill gran, Alduí II, el germà més jove del qual Jofré Tallaferro s'hi va enfrontar per l'herència del Bordelès. Van esclatar revoltes a Santonya, on al cap d'una dècada l'autoritat d'Angulema havia caducat completament.

## Matrimoni i fills
Guillem es va casar amb Girberga o Gilbergna, filla de Jofré I Grisegonelle, gran mestre de France i comte d'Anjou. Van tenir a:
- Alduí II d'Angulema, comte successor a Angulema, i comte de Bordeus en vida del pare. La seva descendència, un fill de nom Guillem Chaussard, fou exclosa de la successió pel testament de Guillem III, rebent només el vescomtat de Matha que li donarà Jofré Tallaferro.
- Arnald, que va rebre la meitat de la terra de Fronsac.
- Jofré Tallaferro, successor d'Alduí II.